# Carmen Balagué
Carmen Balagué (Barcellona, 17 luglio 1952) è un'attrice spagnola.

## Filmografia parziale

### Cinema
- Il vento del desiderio (Contra el viento), regia di Paco Periñán (1990)
- Salsa rosa, regia di Manuel Gómez Pereira (1992)
- Il suo fratello dell'animo (Mi hermano del alma), regia di Mariano Barroso (1994)
- Todos los hombres sois iguales, regia di Manuel Gómez Pereira (1994)
- Boca a boca, regia di Manuel Gómez Pereira (1995)
- Pon un hombre en tu vida, regia di Eva Lesmes (1996)
- Perdona bonita, pero Lucas me quería a mí, regia di Dunia Ayaso e Félix Sabroso (1996)
- L'amore nuoce gravemente alla salute (El amor perjudica seriamente la salud), regia di Manuel Gómez Pereira (1996)
- ¿De qué se ríen las mujeres?, regia di Joaquín Oristrell (1997)
- Nada en la nevera, regia di Álvaro Fernández Armero (1998)
- Tra le gambe (Entre las piernas), regia di Manuel Gómez Pereira (1999)
- Tutto su mia madre (Todo sobre mi madre), regia di Pedro Almodóvar (1999)
- Cupido in vena di scherzi (Km. 0), regia di Yolanda García Serrano e Juan Luis Iborra (2000)
- Sin vergüenza, regia di Joaquín Oristrell (2001)
- Cosas que hacen que la vida valga la pena, regia di Manuel Gómez Pereira (2004)
- Va a ser que nadie es perfecto, regia di Joaquín Oristrell (2006)
- Dieta mediterranea (Dieta mediterránea), regia di Joaquín Oristrell (2009)
- Hablar, regia di Joaquín Oristrell (2015)

### Televisione
- Platos rotos - serie TV, 5 episodi (1985)
- El olivar de Atocha - serie TV, 5 episodi (1989)
- Las chicas de hoy en día - serie TV, 7 episodi (1991)
- Hasta luego cocodrilo - serie TV, 5 episodi (1992)
- Pepa y Pepe - serie TV, 18 episodi (1995)
- Canguros - serie TV, 7 episodi (1994-1996)
- Querido maestro - serie TV, 39 episodi (1997-1998)
- Majoria absoluta - serie TV, 67 episodi (2002-2004)
- Aquí no hay quien viva - serie TV, 34 episodi (2004-2006)
- 13 anys i un dia - serie TV, 24 episodi (2008-2009)
- La Riera - serie TV, 19 episodi (2010-2013)
- La gloria e l'amore (Tiempos de guerra) - serie TV, 13 episodi (2017)
- 4 mamme per un delitto (Señoras del (h)AMPA) - serie TV, 17 episodi (2019-2021)
- Cuéntame cómo pasó - serie TV, 89 episodi (2016-2023)